# 橿原警察署
橿原警察署（かしはらけいさつしょ）は、奈良県警察が管轄する警察署の一つ。
 高速道路交通警察隊橿原分駐隊が併設されている。
2017年現在、老朽化・狭隘化のため庁舎建て替え計画が進行中である。

## 所在地
- 〒634-8501　奈良県橿原市四条町618-1

## 管轄区域
- 橿原市
- 高市郡高取町、明日香村

## 沿革
- 1954年（昭和29年）7月：警察法改正により高市郡警察から奈良県警察に統合となる。

## 組織
- 警務課
  - 警務係
  - 県民サービス係
- 留置管理課
  - 留置管理係
- 会計課
  - 会計係
- 生活安全課
  - 生活安全総務係
  - 人身安全対策係
  - 生活安全捜査係
- 地域課
  - 地域企画係
  - 地域捜査係
  - 指導第一係
  - 指導第ニ係
  - 指導第三係
- 刑事第一課
  - 総務係
  - 強行犯第一係
  - 強行犯第二係
  - 盗犯係
  - 鑑識係
- 刑事第二課
  - 総務係
  - 知能犯係
  - 組織犯第一係
  - 組織犯第二係
- 交通課
  - 企画規制係
  - 指導取締係
  - 交通捜査第一係
  - 交通捜査第二係
- 警備課
  - 警備第一係
  - 警備第二係
  - 警備第三係

## 交番
（ ）の中は所在地

### 橿原市
- 近鉄八木駅前交番（橿原市内膳町1丁目4番7号）
- 橿原神宮前交番（橿原市久米町922番地の2）
- 白橿交番（橿原市白橿町6丁目1番1号）
- 曲川交番（橿原市曲川7丁目1290番地の8）
- 真菅交番（橿原市土橋町237番地の1）
- 葛本交番（橿原市葛本町119番地の1）
- 香久山交番（橿原市膳夫町477番地）

### 高取町
- 高取交番（高市郡高取町大字市尾961番地）

### 明日香村
- 明日香交番（高市郡明日香村大字岡69番地の1）

## 駐在所
なし

## 主な未解決事件
なし。